# Thomas Francis Wade
Sir Thomas Francis Wade (London, 1818. augusztus 25. – Cambridge, 1895. július 31.) kínai neve pinjin hangsúlyjelekkel: Wēi Tuǒmǎ; magyar népszerű: Vej To-ma; egyszerűsített kínai: 威妥玛; hagyományos kínai: 威妥瑪) brit diplomata, sinológus, az első angol nyelvű kínai nyelvkönyv összeállítója (1867) a mandarin kínai nyelv, Wade–Giles néven ismert latin betűs átírási rendszerének kidolgozója, amely munkáját Herbert Giles fejezett be 1892-ben.

## Élete, munkássága
Thomas Francis Wade katona apja elvárásnak megfelelően szintén katonai pályára lépett. A fiatal hadnagyot 1841-ben a Kínába készülő brit hadsereg 98. gyalogzeredéhez vezényelték. 1842 júniusában kötöttek ki Hongkongban. Alakulata aktív szerepet játszott Hongkong elfoglalásában és az első ópiumháború (1839–1842) lezárásában.
1845-ben kinevezték a Hongkongi Legfelsőbb Bíróság kantoni nyelvű tolmácsának, majd 1846-ban Sir John Francis Davis szuperintendáns titkára lett. 1852-ben kinevezték Sanghaj konzulhelyettesévé.
Az ezt követő két évtizedben több fontos diplomáciai feladatban működött közre, különböző státuszokban, majd 1871-ben kinevezték Kína brit miniszterének, amely hivatalát 1883-ig látta el. 1875-ben lovaggá ütötték.
A mintegy négy évtizednnyi, zömében Kínában töltött diplomáciai munkásságát követően 1883-ban tért végleg vissza Angliába. 4 304 kötetes kínai könyvtárát a Cambridge-i Egyetem könyvtárának adományozta, 1888-ban pedig kinevezték az egyetem első kínai professzorává. Tanszékvezetői pozícióját egészen az 1895-ben bekövetkezett haláláig viselte, helyét Herbert Giles vette át. 1887-től 1890-ig a Royal Asiatic Society elnöke volt.
1868. július 28-án kötött házasságot Amelia Herschellel (1841–1926), a híres csillagász, John Herschel egyik lányával.

## Főbb művei
- Thomas Francis Wade. Note on the condition and government of the Chinese empire in 1849 (1850)
- Thomas Francis Wade. The Chinese Army: Containing Notices of Its Bannermen, Hánkiun, and Luhying Divisions: With Details Respecting Their Organization, Locations, Pay, Efficiency, &c. n.p. (1851)
- Thomas Francis Wade. The Hsin Ching Lu, or, Book of Experiments; being the first of a Series of Contributions to the Study of Chinese: By Francis Thomas Wade (1859)
- État général des forces militaires et maritimes de la China, solde, armes, équipements, etc. J. Corréard (1860)
- Thomas Francis Wade. Yü-yen Tzŭ-erh Chi, a Progressive Course Designed to Assist the Student of Colloquial Chinese, as Spoken in the Capital and the Metropolitan Department: In Eight Parts, with Key, Syllabary, and Writing Exercises. Trübner (1867)
- Thomas Francis Wade. Yü-yen Tzŭ-erh Chi, a Progressive Course designed to assist the student of solloquial Chinese, as spoken in the capital and the Metropolitan Department: with key, syllabary, and writing exercises, Volume 1. Trübner (1867)
- Thomas Francis Wade. Tzŭ Erh Chi: Yü-yen tzŭ-erh chi. Trübner (1867)
- Thomas Francis Wade. Yü-yen Tzŭ-erh Chi, a Progressive Course designed to assist the student of solloquial Chinese, as spoken in the capital and the Metropolitan Department: with key, syllabary, and writing exercises. Key to the Tzŭ Erh Chi : colloquial series. Trübner (1867)
- Thomas Francis Wade. Wên-chien Tzŭ-erh Chi, a Series of Papers Selected as Specimens of Documentary Chinese, Designed to Assist Students of the Language as Written by the Officials of China: Key tho the Tzū Erh chi : documentary series. Trübner (1867)
- Thomas Francis Wade. ... Wén-chien tzu-erh chi: a series of papers selected as specimens of documentary chinese, designed to assist students of the language as written by the officials of China. Trübner & co. (1867)
- A catalog of the Wade collection of Chinese and Manchu books in the library of the University of Cambridge. University Press (1898)
- The radicals. Kelly and Walsh, limited (1903)
- Thomas Francis Wade. Wên-chien Tzŭ-erh Chi: A Series of Papers Selected as Specimens of Documentary Chinese--Key to the Tsŭ Erh Chi. Kelly and Walsh, limited (1905)
- Pronunciation. Kelly and Walsh, limited (1908)